# Alcis sinimaculata
Alcis sinimaculata là một loài bướm đêm trong họ Geometridae.